# United Technologies
United Technologies Corporation (UTC) var ett amerikanskt multinationellt konglomerat, som hade sina verksamheter inom flygmotorer, luftfartsystem, VVS, hissar, rulltrappor, säkerhet, byggsystem och verkstadsindustri. UTC var även en stor leverantör till USA:s militär, då de även fick 10 % av sin omsättning från USA:s federala statsmakt.
Företagets huvudkontor låg i Farmington, Connecticut.
Den 3 april 2020 blev UTC fusionerad med Raytheon Company till en kostnad på omkring 135 miljarder amerikanska dollar. Det nya kombinerade företaget fick namnet Raytheon Technologies Corporation och har sitt huvudkontor i Raytheons gamla huvudkontor i Waltham i Massachusetts.

## Dotterbolag
- UTC Aerospace Systems
- Otis Elevator Company, avknoppad i och med fusionen.[8]
- Pratt & Whitney
- UTC Building and Industrial Systems[9]
- Carrier Global Corporation, avknoppad i och med fusionen.[8]